# Libro di Tobia

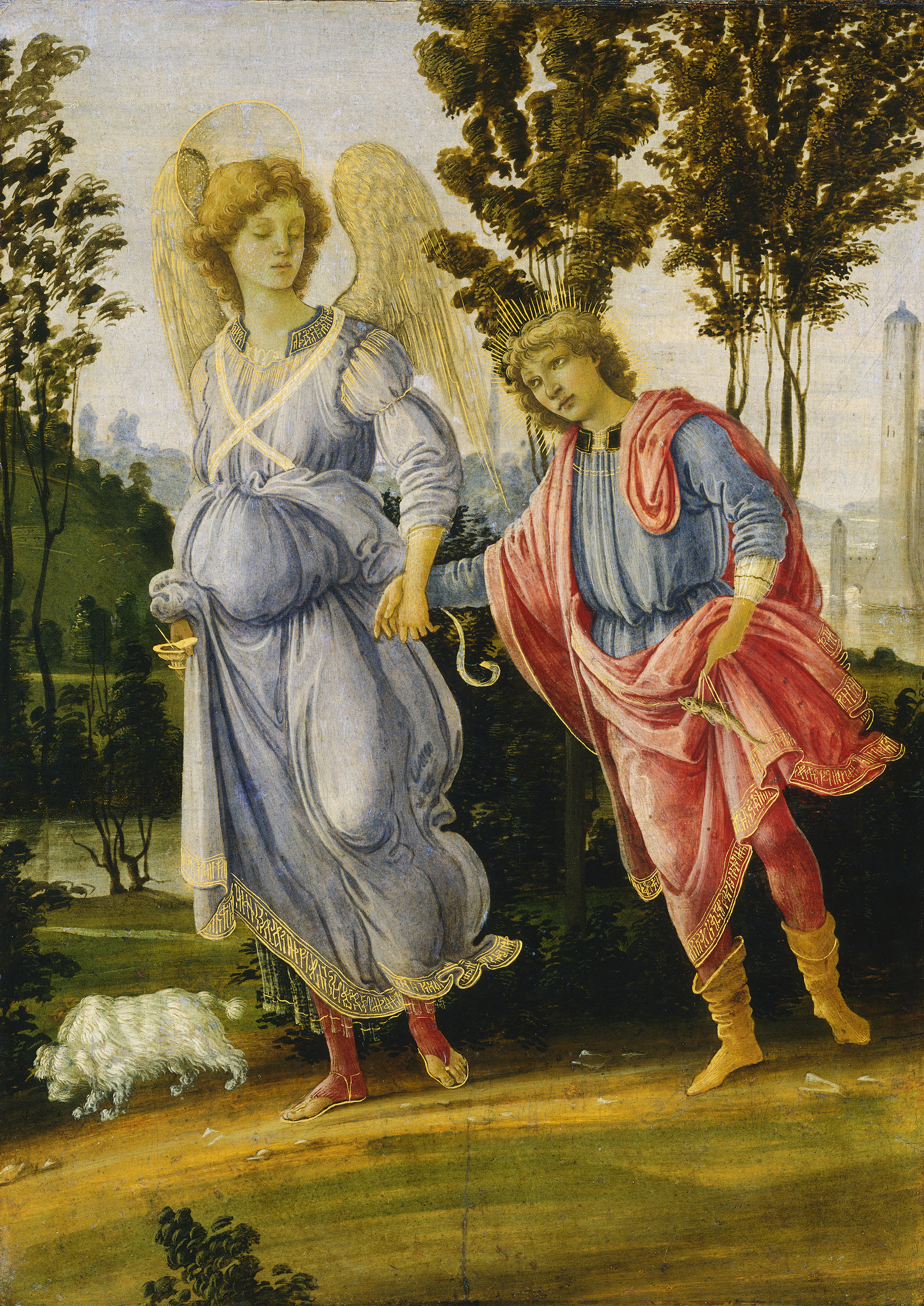
Tobia e l'angelo di Filippino Lippi (1472-82, Washington D.C., National Gallery of Art).

Il Libro di Tobia (in greco antico: Τοβίτ?, Tobìt; in latino Tobit) è un testo contenuto nella Bibbia cattolica (Settanta e Vulgata), ma non accolto nella Bibbia ebraica (Tanakh). Come gli altri libri deuterocanonici è considerato ispirato nella tradizione cattolica e ortodossa, mentre la tradizione protestante lo considera apocrifo.
Ci è pervenuto in greco sulla base di un prototesto aramaico perduto redatto in Giudea attorno al 200 a.C.; sono stati trovati dei frammenti in aramaico a Qumran.
È composto da 14 capitoli descriventi la storia dell'ebreo Tobi, ambientata nell'VIII-VII secolo a.C. Deportato dagli Assiri, diventa cieco. Il figlio Tobia (detto anche Tobiolo) compie un viaggio, conosce e sposa Sara, al ritorno guarisce Tobi con l'aiuto di Raffaele.

## Caratteristiche
Il Libro di Tobia è entrato piuttosto tardi e dopo alcune incertezze - alla fine del IV secolo in occidente e nel 692 d.C. in oriente - nella Bibbia cattolica e ortodossa, mentre è stato escluso dalla Bibbia ebraica e da quella protestante.
Fu dichiarato canonico dal concilio di Cartagine nel 397 e confermato nel concilio di Trento (1546). Non è mai stato considerato parte del Tanakh, la Bibbia secondo il canone ebraico, poiché le versioni conosciute erano in greco; sono stati però scoperti 4 frammenti in aramaico e uno in ebraico nella caverna IV a Qumran nel 1955 (v. Manoscritti non biblici di Qumran). Questi frammenti combaciano con il testo greco che ci è giunto. La stesura del libro pare risalire ad un'epoca poco anteriore ai Maccabei, e presuppone tradizioni aramaiche.

## Contenuto
Il libro, ambientato nel VII secolo a.C., narra la storia di una famiglia ebraica della tribù di Neftali, deportata a Ninive, composta dal padre, Tobi, dalla madre Anna e dal figlio Tobia. Nella versione latina del testo padre e figlio hanno lo stesso nome, Tobias, per cui nella tradizione italiana il padre era chiamato Tobia e il figlio Tobiolo.

### La storia di Tobia

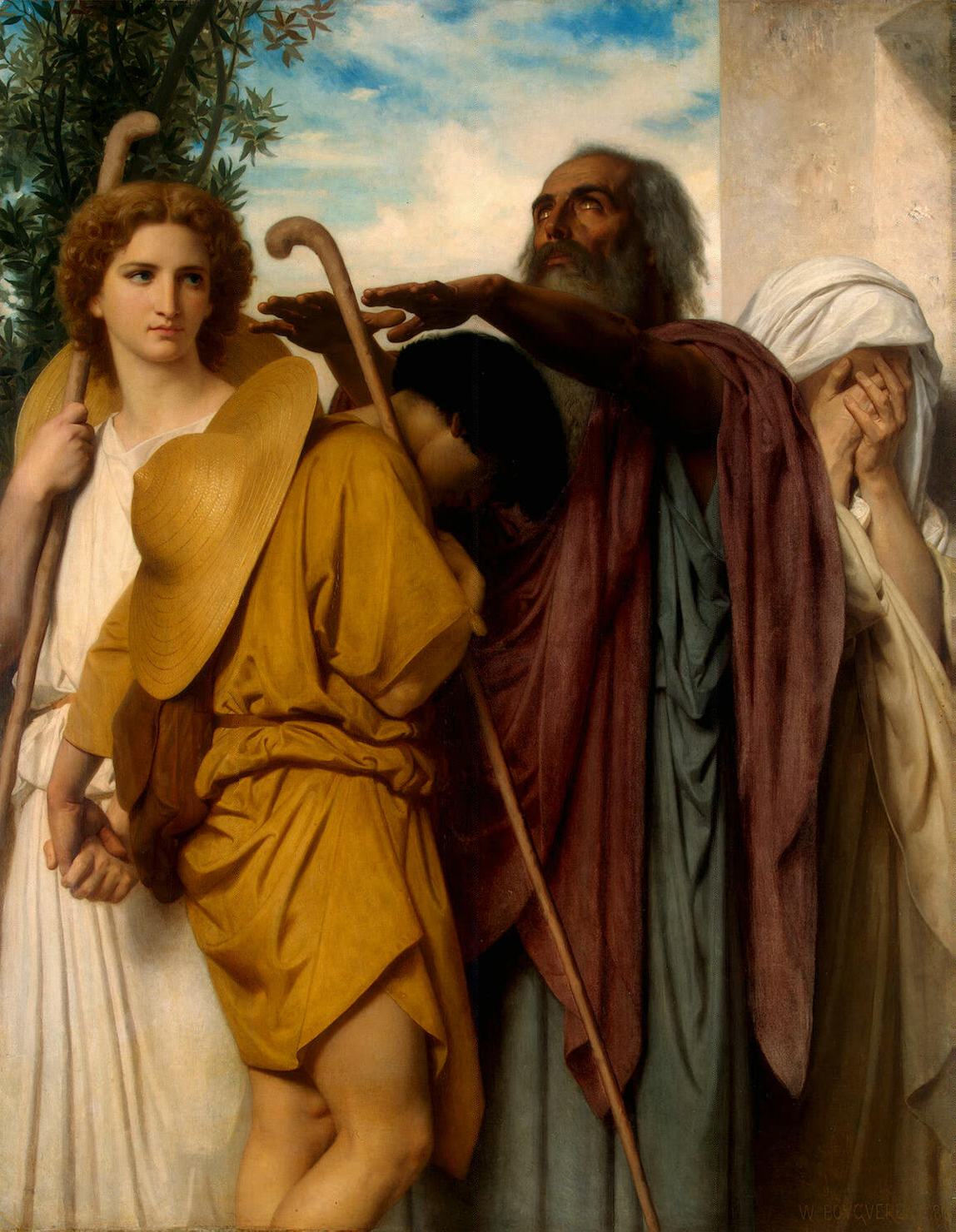
Tobia dice addio a suo padre, di William-Adolphe Bouguereau (1860; San Pietroburgo, Ermitage).

Condotto prigioniero in Assiria nella deportazione delle tribù del regno di Israele nel 722 a.C., Tobi si prodiga ad alleviare le pene dei suoi connazionali in cattività (i primi due capitoli e mezzo sono narrati in prima persona). Nel corso delle varie vicende perde il suo patrimonio, e, in seguito ad un atto di carità, anche la vista. Sentendo approssimarsi la propria fine, decide di mandare il figlio Tobia nella Media presso un parente, Gabael, a riscuotere dieci talenti d'argento lasciatigli in deposito. Prima di fare questo, si raccoglie in preghiera.

### La storia di Sara
In contemporanea a questa vicenda viene raccontata la storia di Sara. Questa giovane donna, figlia di Raguele, parente di Tobi abitante ad Ecbatana, era posseduta dal demonio Asmodeo che uccideva tutti gli uomini con cui si univa. Un giorno, una serva del padre della giovane, accusa la stessa di essere l'unica responsabile della morte dei mariti avuti. Sara, affranta per quanto accaduto, pensa di impiccarsi. Proprio nell'atto di porre in essere tale proposito medita sul fatto che la sua morte comporterebbe un ulteriore dolore per i genitori e desiste.

### Il viaggio
Le preghiere di entrambe queste persone vengono accolte da Dio che invia sulla terra l'arcangelo Raffaele. Questi si presenterà agli occhi di Tobia, sotto mentite spoglie, nella veste di una guida che conosce bene la strada.

Ha inizio così il viaggio di Tobia, in cui si imbatterà in alcuni avvenimenti che saranno utili alla guarigione sia di Sara che del padre Tobi. Primo fra tutti è la sosta presso il fiume Tigri, in cui Tobia viene assalito da un pesce. In tale circostanza, l'arcangelo sprona Tobia a non scappare e a afferrare il pesce per la testa. Così facendo il giovane sconfigge l'animale e, sempre su consiglio dell'angelo, estrae dal pesce il fiele, il cuore e il fegato. Giunto ad Ecbatana, sposa Sara, liberandola dal demonio grazie alle indicazioni di Raffaele e utilizzando quanto prelevato dal pesce. L'Arcangelo poi provvede a legare il demonio ad una montagna.

### Il ritorno
Riscossi i talenti d'argento, Tobia fa ritorno dal padre. Giunto a casa, sempre grazie ad un consiglio di Raffaele, Tobia spalma sugli occhi di Tobi il fiele del pesce pescato durante il viaggio, facendogli così recuperare la vista. Solo alla fine del libro Raffaele mostra la sua vera identità.

## Lingua
Il libro è stato probabilmente scritto in aramaico, e pare che la Vulgata di Girolamo si basi proprio sul testo originale.
Il nome del demonio Asmodeo deriverebbe da quello di Aeshma Daeva, che nell'antica tradizione iranica era il "dio dell'ira".
La dote e la legge mosaica
I versi 8:20-21;10:10-12;12:1-4 menzionano la tradizione patriarcale di dare metà dei propri averi che sono donati dai genitori di Sara a Tobia e da questi all'Arcangelo Raffaele per i suoi favori. L'arcangelo incarnato in un corpo umano dichiara che quando lo vedevano mangiare, si trattava di mera apparenza (13:19; ciononostante, san Raffaele accetta la retribuzione di Tobia per i meriti de congruo acquisiti con la sua opera al servizio di Dio. La destinazione dei beni (non conferiti in denaro) non è specificata.
La pratica della dote è un elemento di localizzazione del testo storico, così come il Salmo finale al Dio di Sion (13), l'osservanza della legge mosaica esplicitamente citata in 6:13 per la promessa di Tobia ovvero circa il divieto di mangiare beni rubati (2:11-14), il riferimento al "segreto del re" (12:6-11) che è l'apparizione dell'angelo stesso, la pietà per i morti, le elemosine e le pie opere di Tobi (1:16-17).

## Storicità
Secondo gli studiosi della École biblique et archéologique française (i curatori della Bibbia di Gerusalemme), il testo sarebbe caratterizzato da una notevole noncuranza nei confronti di storia e geografia e gli esegeti dell'interconfessionale Bibbia TOB aggiungono che anche se «a prima vista, il racconto dà l'impressione di essere strettamente storico per l'abbondanza dei dettagli sui tempi, i luoghi le persone e i grandi avvenimenti della storia […] questa apparente precisione non deve creare illusioni. Numerosi dati non resistono all'esame critico».
Concordemente, gli studiosi della Bibbia Edizioni Paoline precisano che «benché la narrazione venga inquadrata nell’ambiente dei secoli 8° e 7° a.C. in una precisa cornice geografica, sociale e cronologica, tuttavia si rilevano nell’opera varie incongruenze. La deportazione della tribù di Neftali avvenuta sotto il re Tiglat-Pilezer III, 745-727 a.C., viene attribuita a Salmanassar V, 727-721 a.C. […]; Tobi che avrebbe assistito allo scisma del Regno d'Israele, 930 a.C., sarebbe stato deportato due secoli dopo, e quando divenne cieco sotto il successore di Sennacherib, 706-682 a.C., avrebbe avuto solamente 58 anni. Le idee, i costumi, le pratiche religiose contenute nel libro sono caratteristiche dell'epoca postesilica"; anche gli esegeti del Nuovo Grande Commentario Biblico osservano come "il carattere novellistico è dimostrato da parecchie caratteristiche, quali le inesattezze storiche e la manipolazione letteraria del tempo e dei personaggi».
Inoltre, il Libro di Tobia afferma che la città di Ecbatana è sita in pianura e la città di Rage è sita in montagna e che distano tra loro due giorni di cammino, mentre in realtà - come osservano i citati esegeti della Bibbia di Gerusalemme e della Bibbia TOB - sia Ecbatana (presso l'attuale Hamadan) che Rage (presso l'attuale Teheran) sono entrambe in altura e distano da 10 a 20 giorni di cammino; in particolare, all'opposto di quanto affermato nel versetto biblico citato, le due città "distavano tra loro ben 300 km ed Ecbàtana era molto più in alto di Rage: per l'esattezza a 2000 m di altitudine".
Secondo la Bibbia CEI (nella sua edizione del 2008) «Il quadro storico presentato nel racconto è incoerente, mette insieme riferimenti disparati, vaghi e anche inesatti. In realtà, queste reminiscenze storiche sono tratte dal passato per creare lo sfondo di un racconto romanzato, nel quale si dà vita a personaggi creati per mostrare le virtù esemplari di un pio israelita».
Secondo il sacerdote e biblista cattolico Joseph Fitzmyer, il Libro di Tobia può essere considerato un'opera di finzione con alcuni riferimenti storici, che combina preghiere, esortazione etica, umorismo e avventura con elementi tratti dal folklore, racconto di saggezza, racconto di viaggio, romanticismo e commedia.